# Miguel María de Lojendio e Irure
Miguel María de Lojendio e Irure (* 29. September 1908 in Donostia-San Sebastián; † 2. August 1977 in Madrid) war spanischer Diplomat.

## Leben
Miguel María de Lojendio e Irures Frau kam 1968 in Santiago de Chile bei einem Unfall mit einem Kfz ums Leben, ihre Tochter lebte in Tanger.
Miguel María de Lojendio e Irure studierte Rechtswissenschaft trat 1930 in den auswärtigen Dienst.
Ab Januar 1933 wurde er bei der Dirección General de Marruecos y Colonias beschäftigt, anschließend in Santiago de Chile unter Botschafter Rodrigo Soriano, wo er sich im Juli 1936 den Putschisten anschloss die in Chile von Joaquín Pérez de Rada, Marqués de Zabalegui organisiert waren. Von der Regierung der zweiten Republik wurde er am 11. August 1936 per Dekret aus dem auswärtigen Dienst ausgeschlossen.
Vom Regime Arturo Alessandri wurden die beiden aber unmittelbar darauf als Vertreter der Unión Militar Española, akkreditiert. Er blieb bis Juli 1939 in Chile.
Im März 1941 wurde er an das Generalkonsulat in London versetzt.
Anschließend wurde er im Außenministerium in Madrid beschäftigt.
Im März 1944 wurde er an die Auslandsvertretung in Algier versetzt, wo am 3. Juni 1943 ein Französisches Komitee für die Nationale Befreiung gegründet worden war. Von November 1944 bis November 1952 wurde er in Paris vom Botschaftssekretär erster Klasse zum Botschaftsrat befördert.
Vom November 1952 bis November 1957 war er am Generalkonsulat in Tanger beschäftigt.
Im September 1956 war er Delegierter bei der Konferenz über Tanger in Fedala.
Von 1957 bis 25. Februar 1962 war er Generalkonsul in Buenos Aires.
Von 25. Februar 1962 bis 1964 war er Botschafter in Damaskus.
Von 1964 bis 1966 war er Botschafter in Kairo (Vereinigte Arabische Republik) und war bei den Regierungen in Karthum und Mogadischu akkreditiert.
Von 1966 bis 1970 war er Botschafter in Santiago de Chile.
Von 1970 bis 1974 war er Botschafter in Wien.
Von 1974 bis 10. August 1976 war er Botschafter in Paris.
| Vorgänger                       | Amt                                                               | Nachfolger                                          |
| ------------------------------- | ----------------------------------------------------------------- | --------------------------------------------------- |
| José Felipe de Alcover y Sureda | spanischer Botschafter in Damaskus 25. Februar 1962 – 2. Mai 1970 | Nuño Aguirre de Cárcer y López de Sagredo           |
| Manuel Valdés Larrañaga         | Spanischer Botschafter in Kairo 1964 bis 1966                     | Ángel Sagaz Zubelzu                                 |
| Tomás Suñer Ferrer              | spanischer Botschafter in Santigo de Chile 1966 bis 1970          | Miguel Sainz de Llanos                              |
| Joaquim Buxó Dulce d'Abaigar    | spanischer Botschafter in Wien 1970 bis 1974                      | Laureano López Rodó                                 |
| Pedro Cortina Mauri             | spanischer Botschafter in Paris 1974 bis 10. August 1976          | Francisco Javier Elorza y Echámiz, Marqués de Nerva |